# Asthenolabus mesoleucus
Asthenolabus mesoleucus là một loài tò vò trong họ Ichneumonidae.